# Fausto González Hermosa
Fausto González Hermosa (Horcajo de Montemayor, Salamanca, España, 1896  - ) fue un escritor y traductor español.
A pesar de que su familia materna, los Hermosa, está documentada en su localidad natal, Horcajo de Montemayor, desde al menos 1627, Fausto González Hermosa residió en Cuba durante su infancia y, posteriormente, se estableció en Madrid, residiendo en el barrio de Lavapiés.
En mayo de 1936, González Hermosa, dada su residencia en Madrid, fue nombrado vocal representante de Castilla la Nueva en la Asociación de Escritores Regionalistas Castellanos. Fue encausado, tras la Guerra Civil, por "delitos" políticos. En 1949, con otros 132 encarcelados, recibió la libertad condicional tras estar encarcelado en Talavera de la Reina.
Usaba el seudónimo de «Hergoto».

## Obras
- El sueño de las musas (1959)
- Não sei pedir Clemência (1965)

Ediciones:
- Himno para la A.H.: A.Z. (1961), letra de Hergoto y música de José Mîaï

Traducciones desde el portugués:
- Ciranda: poesias, e Satã (1962), de Eno Theodoro Wanke
- A mancha negra da guerra (1964), de Eno Theodoro Wanke